# Дяченко, Сергей Анатольевич
Сергей Анатольевич Дяченко (укр. Сергій Анатолійович Дяченко; род. 22 ноября 1984, Полтава) — украинский футболист, полузащитник.

## Биография
В ДЮФЛ выступал за ДЮСШ им. И.Горпинка. В 2000 году перешёл в полтавскую «Ворсклу» в основном выступал за «Ворсклу-2» и дубль. За вторую команду провёл 87 матчей и забил 5 голов, за дубль 86 матче и забил 18 мячей в молодёжном первенстве. Также провёл 3 матча за основу «Ворсклы», дебютировал 18 июня 2003 года в матче против мариупольского «Ильичёвца» (1:1). Позже играл за клубы «Сталь» (Днепродзержинск) и «Звезда» (Кировоград). Летом 2009 года перешёл в ФК «Николаев», дебютировал 29 июля 2009 года в матче против хмельницкого «Динамо» (0:0)

## Семья
Отец — Анатолий Дяченко — также футболист, а по завершении карьеры — футбольный функционер